# Deutschhaus Mainz

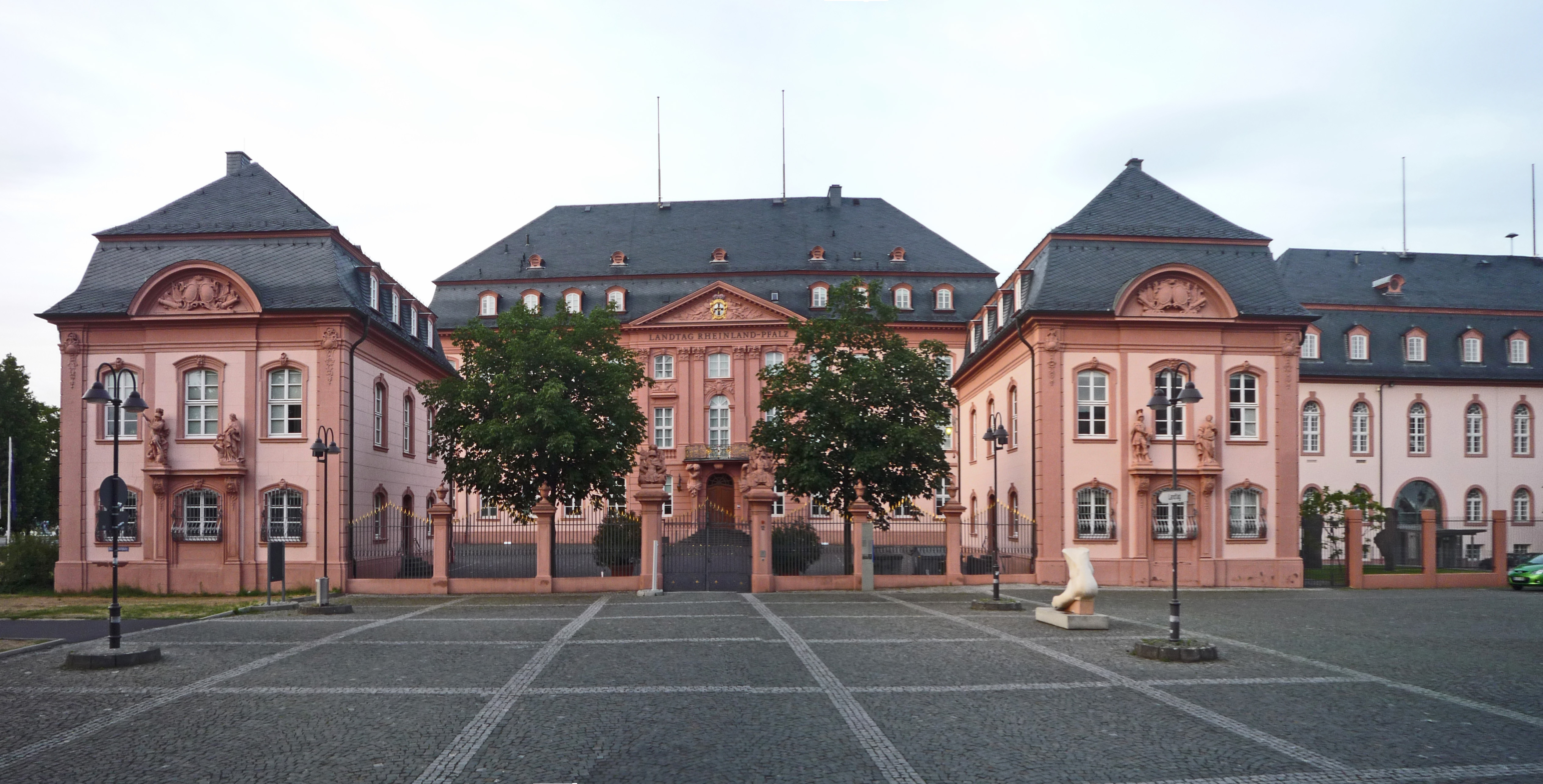
Deutschhaus - Parlamento Regional de Renania-Palatinado, vista desde la ciudad (Deutschhausplatz)

El Deutschhaus o  Deutschordenskommende (en alemán, 'Comandancia de los Caballeros Teutónicos') es un edificio histórico en Maguncia (Mainz), Alemania occidental, antigua sede de la Orden Teutónica y actualmente sede del Landtag de Renania-Palatinado.

## Historia
El palacio barroco  fue construido entre 1729 y 1740 para Francisco Luis de Neoburgo, príncipe elector y arzobispo de Maguncia desde el 30 de enero de 1729 hasta su fallecimiento en 1732. Dado que era al mismo tiempo Gran maestre de la Orden Teutónica (Hochmeister, 1694-1732), construyó la Deutschhaus como su segunda residencia para propósitos de representación en sus deberes como Hochmeister en las inmediaciones del Palacio Electoral, su otra residencia.
El edificio fue construido por Anselm Franz Freiherr von Ritter zu Groenesteyn  en un estilo influido por la arquitectura barroca francesa. Consta de un edificio principal y dos pabellones alrededor de un patio central. Uno de los pabellones albergaba una capilla con frescos de Christoph Thomas Scheffler. Debido a la muerte del Hochmeister en 1732, el edificio nunca se utilizó para la función prevista como residencia del Hochmeister, ya que ninguno residió en él. El edificio fue terminado por Anselm Franz en 1737. Artistas de renombre como el pintor de frescos de Augsburgo Christoph Thomas Scheffler, la familia Castelli de estucadores de Würzburg y el escultor de la corte de Mainz Burkard Zamels contribuyeon con su trabajo a que fuera uno de los edificios seculares más magníficos del Electorado de Maguncia.  

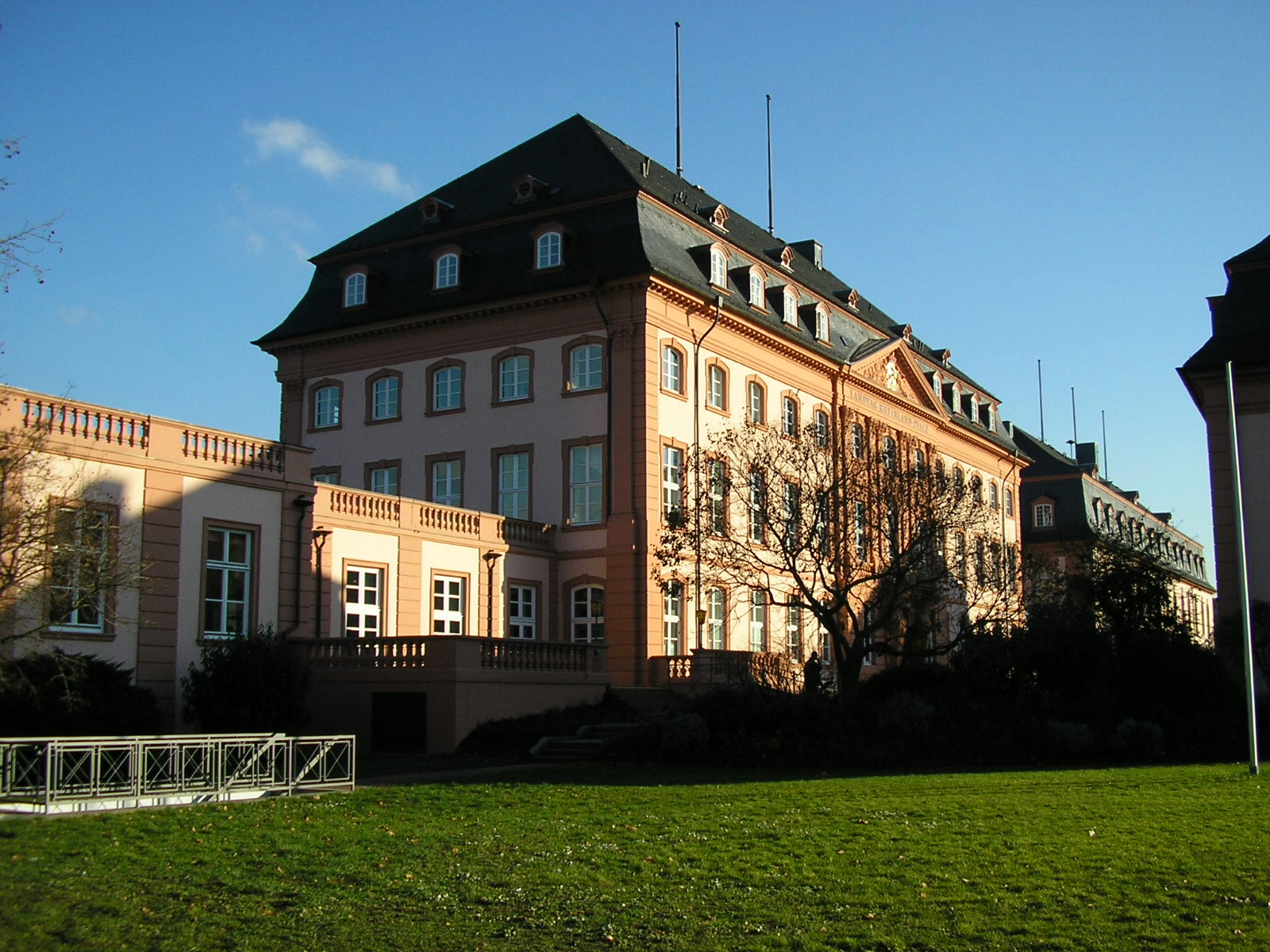
Vista desde el lado del Rin

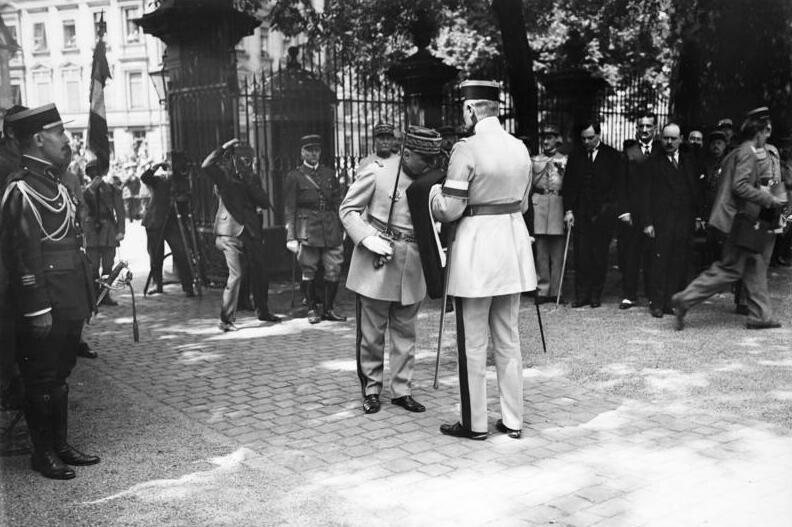
El general Adolphe Guillaumat con la bandera francesa frente al edificio al final de la ocupación de Renania en junio de 1930

En la época de la ocupación francesa que condujo al establecimiento de la República de Maguncia, se convirtió en la sede de la Convención Nacional Renano-Alemana. Este fue el primer parlamento en Alemania elegido democráticamente que se reunió por primera vez el 17 de marzo de 1793 en el Deutschhaus. Al día siguiente, la Convención declaró a Maguncia y a todo el territorio entre Landau y Bingen como un estado independiente basado en los principios de libertad e igualdad, y el presidente de la Convención, Andreas Joseph Hofmann, proclamó el Estado Libre Renano-Alemán (Rheinisch-Deutscher Freistaat)  desde el balcón del Deutschhaus. Después de que este período terminó con la capitulación francesa tras el asedio de Maguncia el 23 de julio de 1793, el edificio fue utilizado por el archiduque Carlos, duque de Teschen hasta que el territorio fue cedido nuevamente a Francia en el Tratado de Campo Formio, y la Deutschhaus se convirtió en la sede administrativa del departamento francés de Mont-Tonnerre. Fue utilizado como palacio por Napoleón durante todas sus estancias (9) en Maguncia, desde 1798 hasta 1814, cuando la ciudad era parte del Imperio francés: Planeó duplicar el tamaño del edificio y usarlo como residencia imperial, ya que Mayence estaba destinado a convertirse en una de las bonnes villes de l'Empire,  las 36 ciudades más importantes de Francia.
Acabadas las guerras napoleónicas y después de la reorganización europea tras el Congreso de Viena, cuando la ciudad pasó a formar parte del Gran Ducado de Hesse-Darmstadt, el Deutschhaus sirvió como residencia secundaria del Gran Duque de Hesse. En 1870, el edificio sirvió como cuartel general del ejército prusiano en las primeras etapas de la guerra franco-prusiana.
En octubre de 1919, Jean-Marie Degoutte fue nombrado comandante en jefe del ejército francés en el Rin y al mismo tiempo miembro del Conseil supérieur de guerre. Él y su sucesor Adolphe Guillaumat residieron en Deutschhaus hasta que los franceses se marcharon el 30 de junio de 1930.
Durante la Segunda Guerra Mundial el edificio sufrió graves daños, especialmente en el ataque aéreo del 27 de febrero de 1945, que destruyó la mayor parte de la ciudad. Del Deutschhaus, solo quedaron las paredes exteriores.

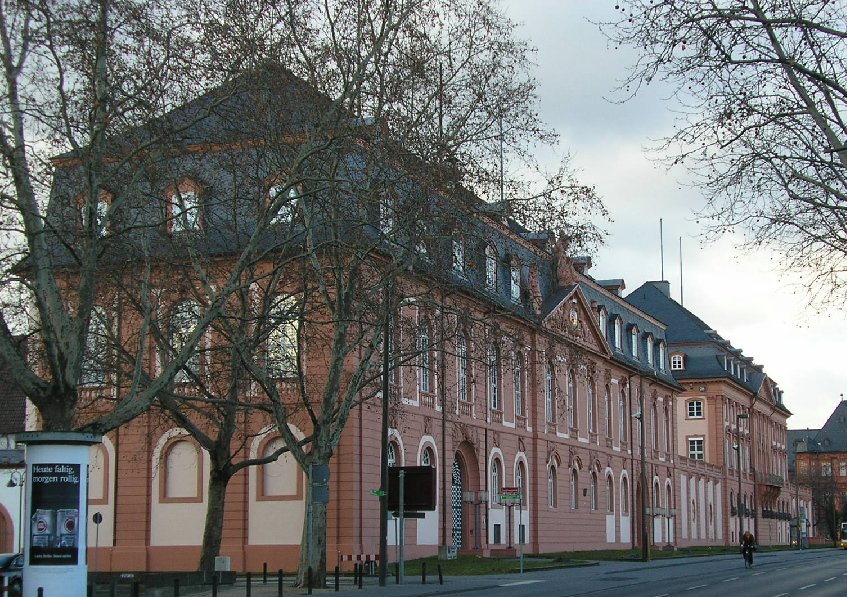
La Deutschhaus se puede ver a la derecha de la Neues Zeughaus, la sede del ministro-presidente de Renania-Palatinado

La reconstrucción comenzó después de que el Landtag de Renania-Palatinado decidiera trasladarse desde Coblenza a Maguncia el 28 de mayo de 1950. Los muros exteriores fueron reconstruidos mientras que el interior se adaptó adecuadamente. Se completó en 1951, y el nuevo edificio se utilizó por primera vez para la sesión constitutiva del Landtag recién elegido el 18 de mayo de 1951. Desde entonces se utiliza como edificio plenario del Landtag. Como la Deutschhaus tiene un espacio de oficinas muy limitado para los miembros del parlamento, en 1999 se construyó un nuevo edificio de oficinas para ellos.
Con motivo del 220.º aniversario de la República de Mainz, la plaza frente al Deutschhaus pasó a llamarse Platz der Mainzer Republik en 2013.
El edificio estuvo en obras desde finales de octubre, principios de noviembre de 2015. Desde entonces, la administración del Landtag se ha alojado en el edificio de la antigua institución penal de Mainz. Las reuniones tienen lugar en la sala del consejo del ayuntamiento de Mainz y, después de una adecuada producción, en la sala de piedra del Landesmuseum Mainz.

## Otros

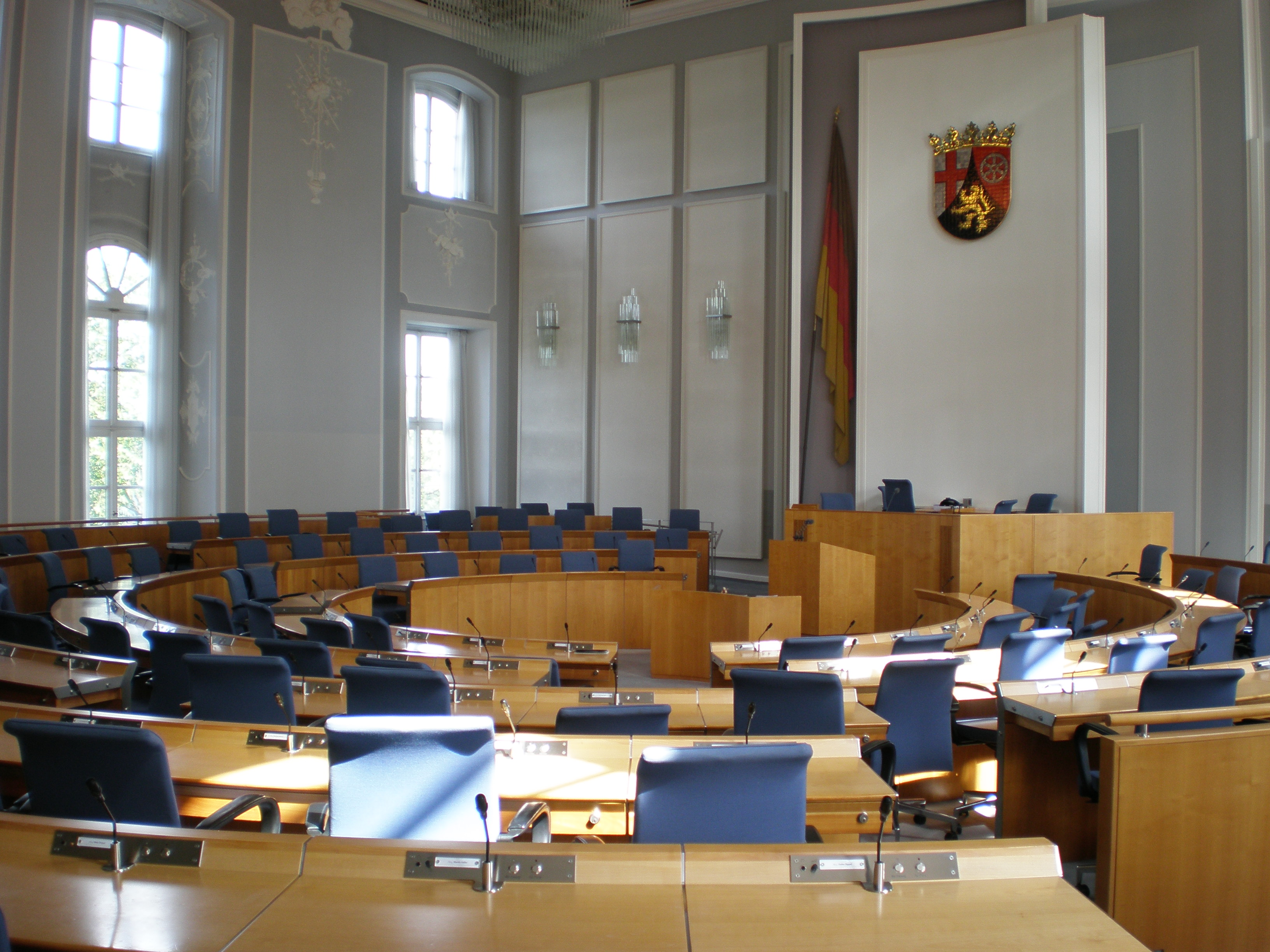
Sala del plenario

En la sala plenaria del parlamento estatal de Renania-Palatinado cuelga un original de las banderas Oro-rojo-negro que se llevaron públicamente en el Festival de Hambach en 1832.
Directamente al sureste del Deutschhaus se encuentra la  Nueva Armería, que alberga la Cancillería del Estado de Renania-Palatinado.
En la Deutschhausplatz, frente al palacio, hay una réplica de la Gran columna de Júpiter (Maguncia) encontrada en 1904, cuyo original se encuentra en el Landesmuseum Mainz.